# Course en ligne masculine de cyclisme sur route aux Jeux olympiques d'été de 1980
Navigation
Montréal 1976 Los Angeles 1984
La course en ligne masculine de cyclisme sur route, épreuve de cyclisme des Jeux olympiques d'été de 1980, a lieu le 28 juillet 1980 à Moscou en URSS. La course s'est déroulée sur 189 km, sur un circuit provisoire de 13,5 km construit pour l'occasion, à côté du vélodrome où ont lieu les épreuves sur piste.
Le coureur soviétique Sergueï Soukhoroutchenkov s'est imposé après 4 h 48 min 29 s de course, à une vitesse moyenne de 39,519 km/h. Il devance le Polonais Czesław Lang et le Soviétique Youri Barinov. Sur 115 coureurs partants, 52 sont classés.

## Résultats
| Rang                                | Cycliste                  | Pays               | Temps             |
| ----------------------------------- | ------------------------- | ------------------ | ----------------- |
| Médaille d'or, Jeux olympiques      | Sergueï Soukhoroutchenkov | Union soviétique   | 4 h 48 min 28,9 s |
| Médaille d'argent, Jeux olympiques  | Czesław Lang              | Pologne            | + 2 min 58        |
| Médaille de bronze, Jeux olympiques | Youri Barinov             | Union soviétique   | m.t..             |
| 4                                   | Thomas Barth              | Allemagne de l'Est | + 7 min 44 s      |
| 5                                   | Tadeusz Wojtas            | Pologne            | m.t..             |
| 6                                   | Anatoli Yarkine           | Union soviétique   | + 8 min 26        |
| 7                                   | Adri van der Poel         | Pays-Bas           | m.t..             |
| 8                                   | Christian Fauré           | France             | m.t..             |
| 9                                   | Marc Madiot               | France             | + 8 min 32        |
| 10                                  | Andreas Petermann         | Allemagne de l'Est | + 8 min 49        |
| 11                                  | Gilbert Glaus             | Suisse             | m.t..             |
| 12                                  | Harry Hannus              | Finlande           | m.t..             |
| 13                                  | Jiří Škoda                | Tchécoslovaquie    | m.t..             |
| 14                                  | Marco Cattaneo            | Italie             | m.t..             |
| 15                                  | Jacques Hanegraaf         | Pays-Bas           | + 8 min 52        |
| 16                                  | Peter Jonsson             | Suède              | + 9 min 05        |
| 17                                  | Vlastibor Konečný         | Tchécoslovaquie    | + 9 min 10        |
| 18                                  | Gianni Giacomini          | Italie             | m.t..             |
| 19                                  | Herbert Spindler          | Autriche           | m.t..             |
| 20                                  | Jesús Torres              | Venezuela          | m.t..             |
| 21                                  | John Herety               | Grande-Bretagne    | m.t..             |
| 22                                  | Krzysztof Sujka           | Pologne            | m.t..             |
| 23                                  | Youri Kachirine           | Union soviétique   | m.t..             |
| 24                                  | Kari Puisto               | Finlande           | m.t..             |
| 25                                  | Michael Wilson            | Australie          | m.t..             |
| 26                                  | Peter Winnen              | Pays-Bas           | m.t..             |
| 27                                  | Giuseppe Petito           | Italie             | m.t..             |
| 28                                  | András Takács             | Hongrie            | m.t..             |
| 29                                  | Richard Trinkler          | Suisse             | + 12 min 09       |
| 30                                  | Francis Castaing          | France             | + 15 min 39       |
| 31                                  | Henning Jørgensen         | Danemark           | m.t..             |
| 32                                  | Olaf Ludwig               | Allemagne de l'Est | m.t..             |
| 33                                  | Jacques van Meer          | Pays-Bas           | m.t..             |
| 34                                  | Mario Medina              | Venezuela          | m.t..             |
| 35                                  | Hubert Seiz               | Suisse             | m.t..             |
| 36                                  | Johann Traxler            | Autriche           | + 17 min 19       |
| 37                                  | Ladislav Ferebauer        | Tchécoslovaquie    | m.t..             |
| 38                                  | Mauno Uusivirta           | Finlande           | m.t..             |
| 39                                  | Bernt Scheler             | Suède              | m.t..             |
| 40                                  | Zoltán Halász             | Hongrie            | m.t..             |
| 41                                  | Billy Kerr                | Irlande            | m.t..             |
| 42                                  | Verner Blaudzun           | Danemark           | m.t..             |
| 43                                  | Régis Clère               | France             | m.t..             |
| 44                                  | Anders Adamson            | Suède              | + 17 min 29       |
| 45                                  | Stephen Roche             | Irlande            | + 20 min 29       |
| 46                                  | Luc De Smet               | Belgique           | + 20 min 37       |
| 47                                  | Jeff Williams             | Grande-Bretagne    | m.t..             |
| 48                                  | Jürg Luchs                | Suisse             | m.t..             |
| 49                                  | Neil Martin               | Grande-Bretagne    | m.t..             |
| 50                                  | Bruno Bulić               | Yougoslavie        | + 22 min 07       |
| 51                                  | György Szuromi            | Hongrie            | + 24 min 44       |
| 52                                  | László Halász             | Hongrie            | + 24 min 44       |